# Smålands runinskrifter 40
Smålands runinskrifter 40 är en vikingatida runsten av amfibolit varav en del står rest på Ryssby kyrkogård i Ryssby socken och Ljungby kommun. Runhöjden är cirka 20 centimeter. Den delen av runstenen har förmodligen använts som tröskel eller dörrpost i den gamla kyrkan. Stenen står rest väster om Sm 39.

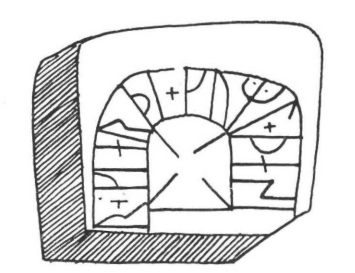
Den försvunna toppen på stenen.

Från början sorterades Sm 40 och Sm 41 som två separata runinskrifter, men de hör med största sannolikhet till samma sten där Sm 40 utgjort toppen på stenen och har inskriften "gjorde detta minnesmärke" och Sm 41 "efter Gumme". Toppen på stenen är försvunnen sedan åtminstone 1880.

## Inskriften
Translitterering av runraden:
...[r + kiarþi + kuml + þasi ·] -ftiʀ + kum... ...-a...-...[n +] ¶ ...----------...
Normalisering till runsvenska:
... gærði kumbl þessi [æ]ftiʀ Gumm[a](?) ... ...
Översättning till nusvenska:
... gjorde detta minnesmärke efter Gumme(?) ...